# Крістіан Меш
Крістіан Меш (нім. Christian Mesch; ? — 1919) — німецький льотчик-ас, віцефельдфебель Імперської армії.

## Біографія
Учасник Першої світової війни. З 28 травня 1918 року служив у 26-й винищувальній ескадрильї. Закінчив війну з 13 повітряними перемогами, ще одна перемога залишилась непідтвердженою. Другою жертвою Меша став лейтенант Леонард Теплін, кавалер хрест «За видатні льотні заслуги» — австралійський ас з 12 перемогами, збитий і взятий у полон 5 вересня 1918 року.
Загинув на Балтиці в бою з радянськими літаками.

## Нагороди
- Залізний хрест 2-го і 1-го класу